# Live Earth

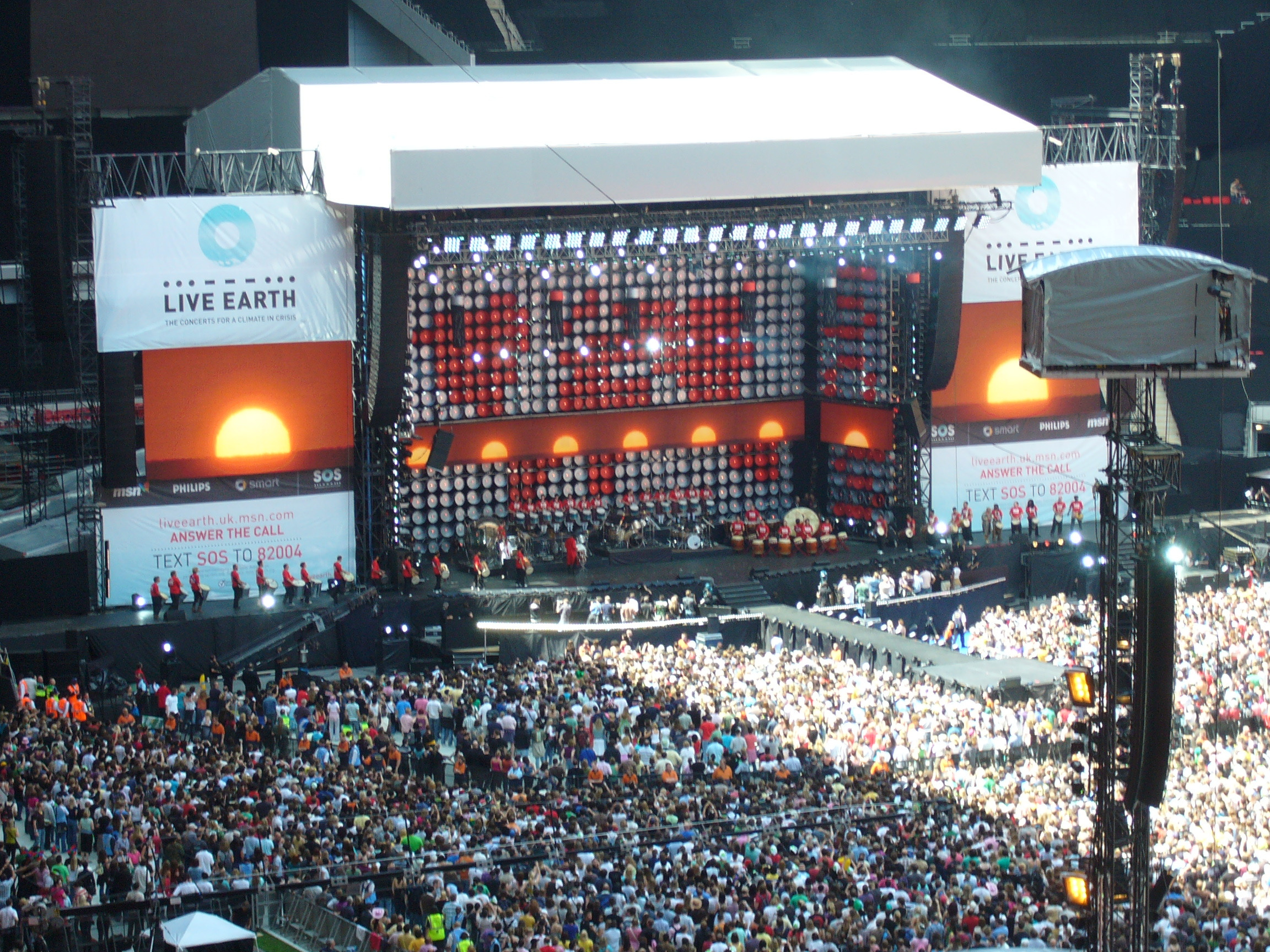
Live Earth, Wembley Stadium, Londyn.

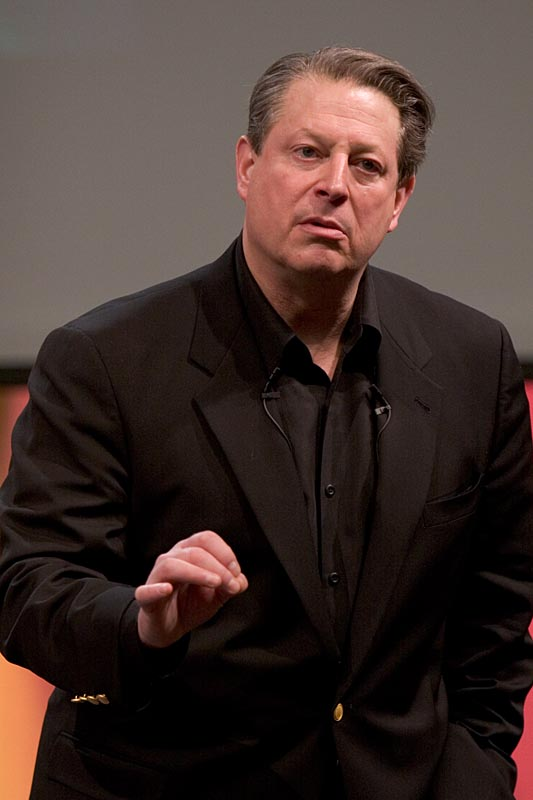
Inicjator Live Earth – Al Gore podczas prezentacji nt. globalnego ocieplenia
Mountain View (Kalifornia), 7 lipca 2007

Live Earth – nazwa serii, wzorowanych na Live Aid i Live 8, koncertów charytatywnych muzyki rock i pop, które miały miejsce w ciągu 24 godzin 7 lipca 2007 roku (07/07/07) na 7 kontynentach. W koncercie brało udział ok. 150 wykonawców. Szacuje się, że całe przedsięwzięcie dzięki transmisji satelitarnej zobaczyły ok. 2 miliardy widzów z całego świata, co czyni je jednym z największych w historii.
Głównym celem wydarzeń było zainteresowanie ludności i instytucji z całego świata problemami związanymi z rosnącą emisją dwutlenku węgla oraz coraz bardziej zagrażającym Ziemi zjawiskiem globalnego ocieplenia. Ideą koncertu była także zainspirowanie daleko idących działań zmierzających do ograniczenia globalnego ocieplenia. Głównym organizatorem koncertów była grupa Save Our Selves, z którą współpracuje były wiceprezydent USA w administracji Billa Clintona – Al Gore.
Koncerty odbyły się m.in. w Sydney, Tokio, Szanghaju, Londynie, Waszyngtonie i Rio de Janeiro. W Polsce koncerty transmitowały trzy media: TVP Kultura (na żywo od 8:00 przez cały dzień), MTV Polska (wejścia następowały o każdej pełnej godzinie od 14:00) oraz Radio RMF FM (retransmisja od 20:00). Specjalnie z okazji koncertu powstała nowa piosenka Madonny Hey You.

## Lokalizacja koncertów
| Venues locations.        |                                    |                   |
| Afryka                   |                                    |                   |
| Coca Cola Dome           | Randburg pod Johannesburgiem       | Południowa Afryka |
| Ameryka Północna         |                                    |                   |
| Giants Stadium           | East Rutherford pod Nowym Jorkiem  | Stany Zjednoczone |
| National Mall            | Waszyngton                         | Stany Zjednoczone |
| Ameryka Południowa       |                                    |                   |
| Copacabana               | Rio de Janeiro                     | Brazylia          |
| Azja                     |                                    |                   |
| Makuhari Messe           | Chiba pod Tokio                    | Japonia           |
| Tō-ji                    | Kioto                              | Japonia           |
| Oriental Pearl Tower     | Szanghaj                           | Chiny             |
| Australia                |                                    |                   |
| Sydney Football Stadium  | Sydney                             | Australia         |
| Europa                   |                                    |                   |
| Stadion Wembley          | Londyn                             | Wielka Brytania   |
| HSH Nordbank Arena       | Hamburg                            | Niemcy            |
| Antarktyda               |                                    |                   |
| Rothera Research Station | Brytyjskie Terytorium Antarktyczne | Antarktyka        |

## Wykonawcy Live Earth

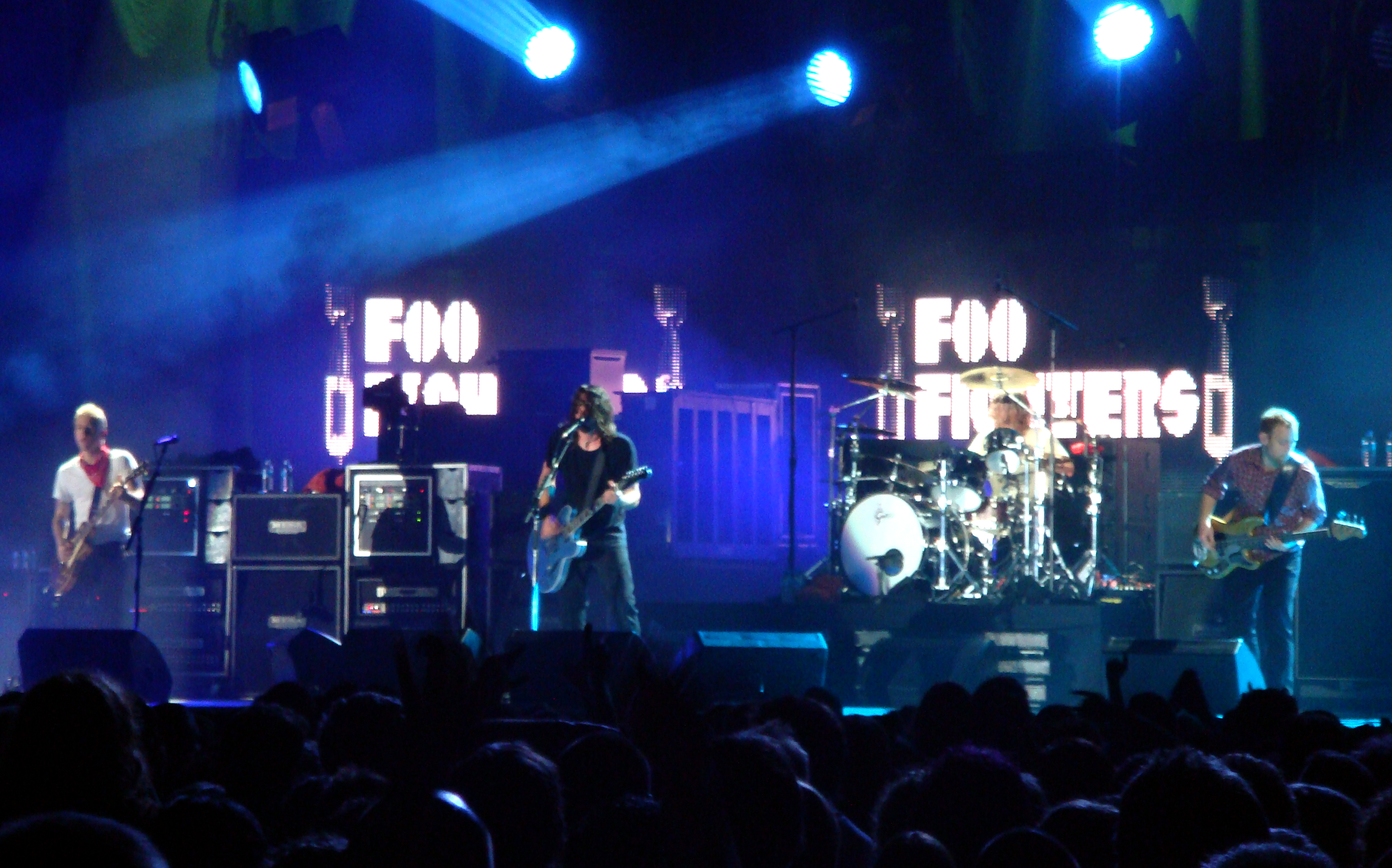
Foo Fighters

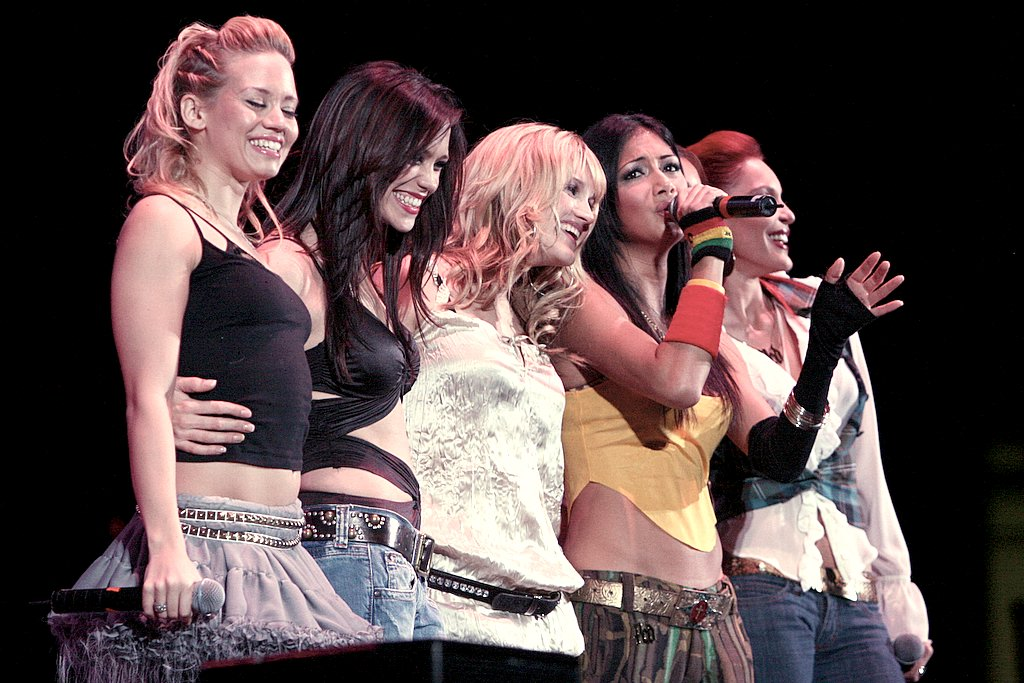
The Pussycat Dolls

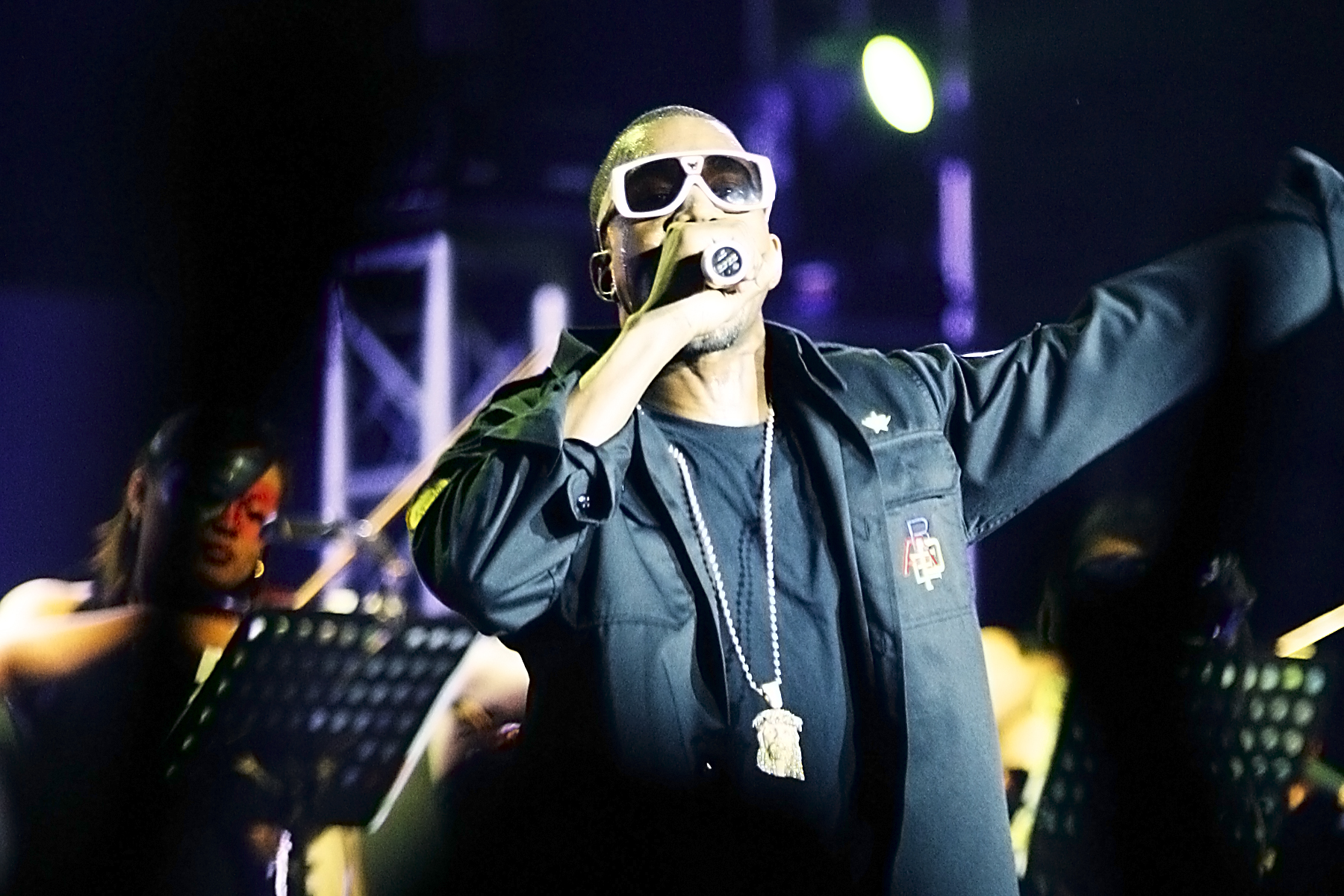
Kanye West

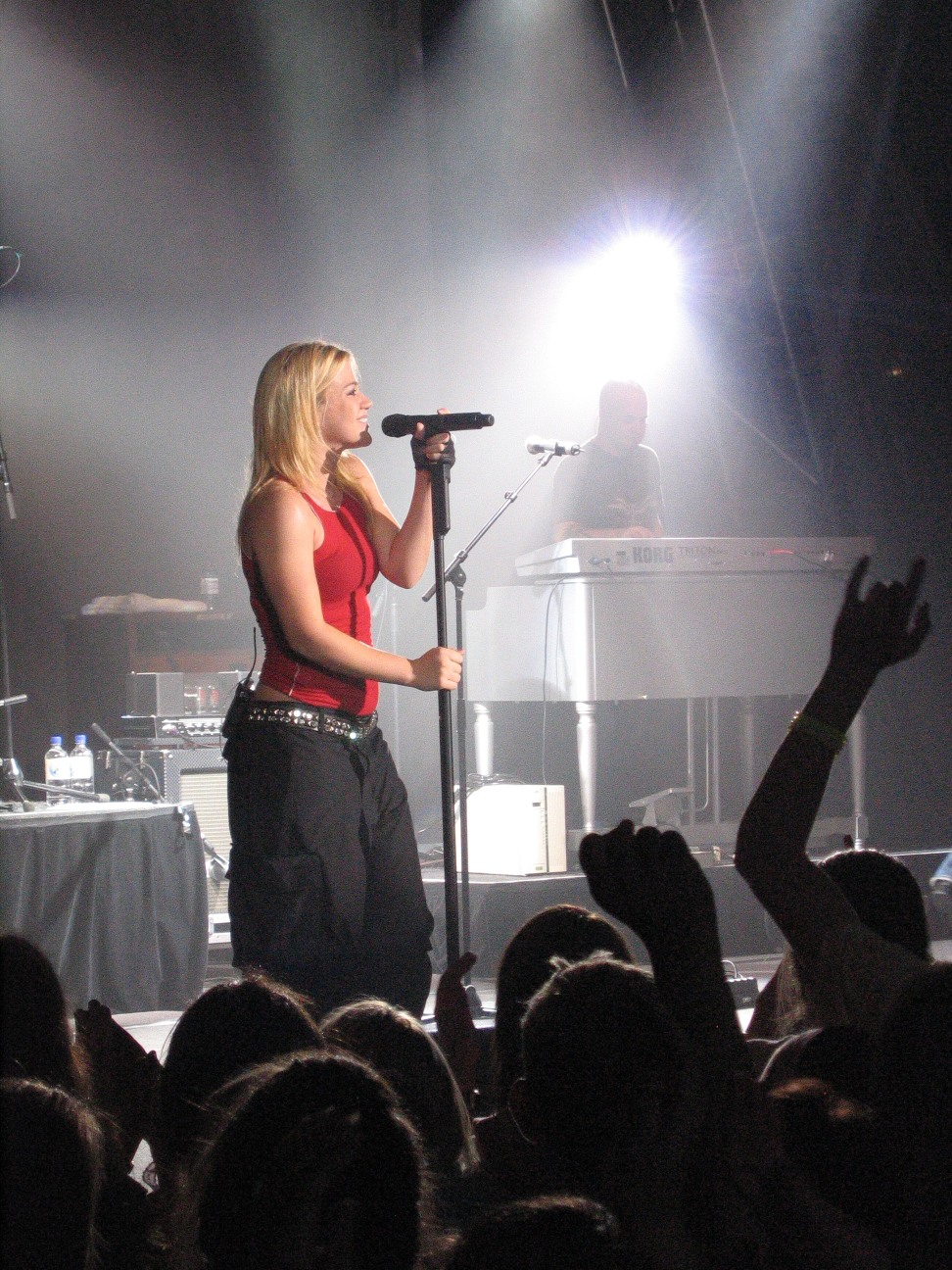
Kelly Clarkson

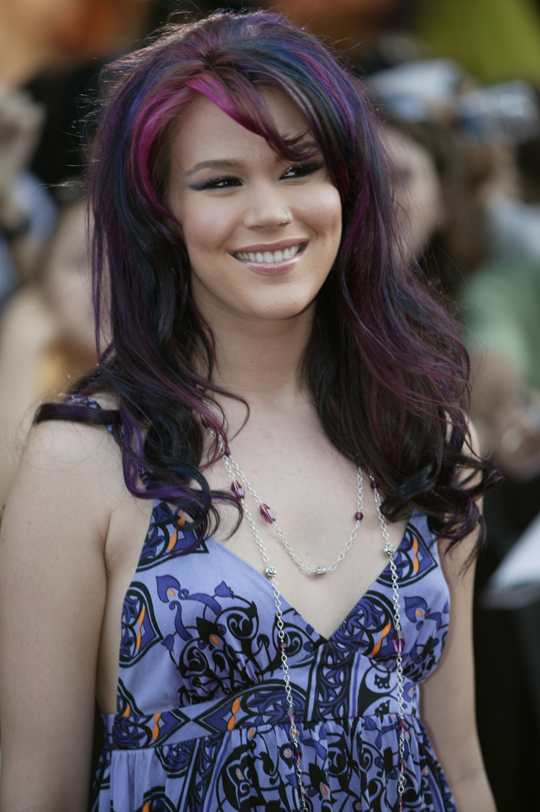
Joss Stone

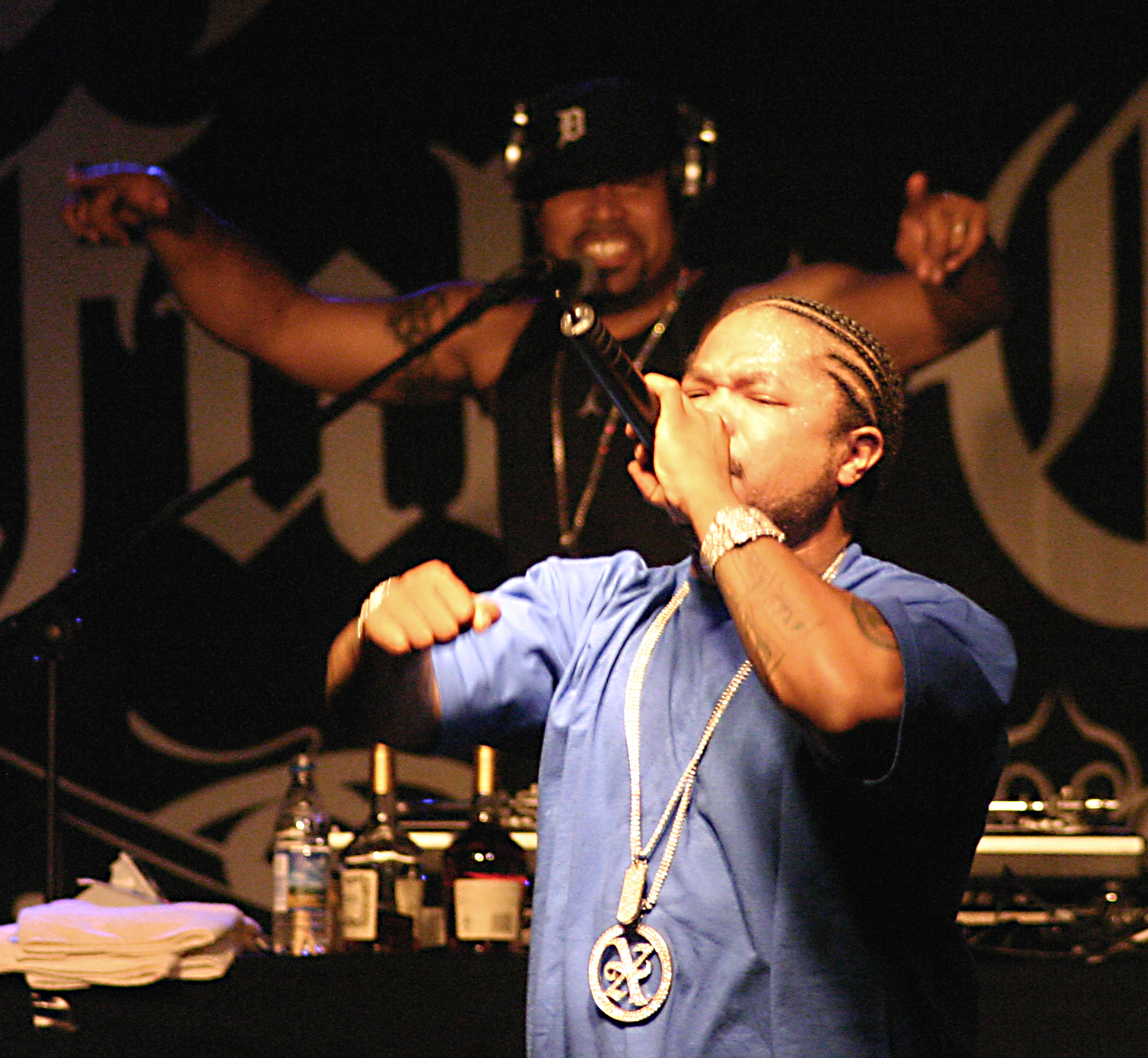
Xzibit

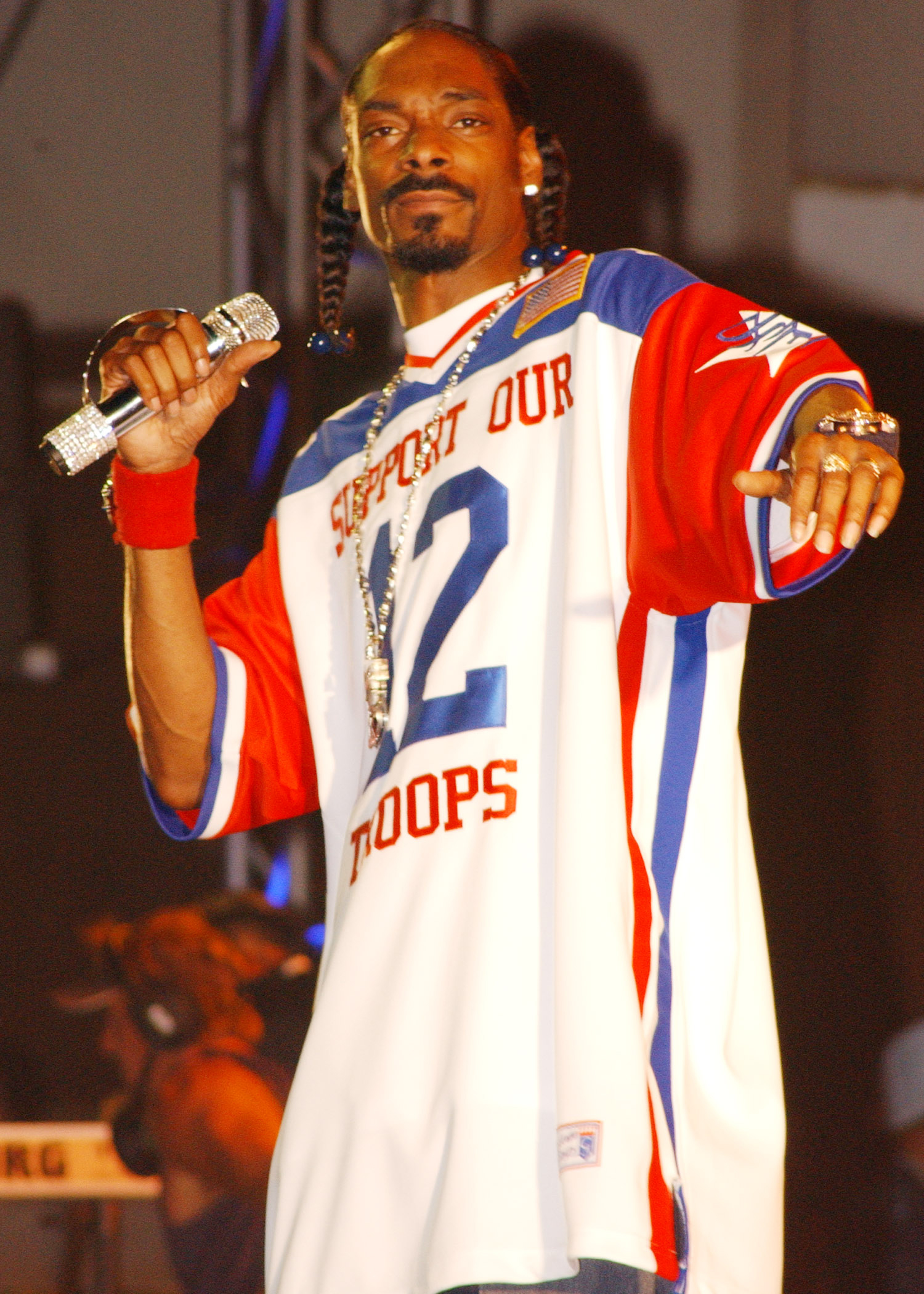
Snoop Dogg

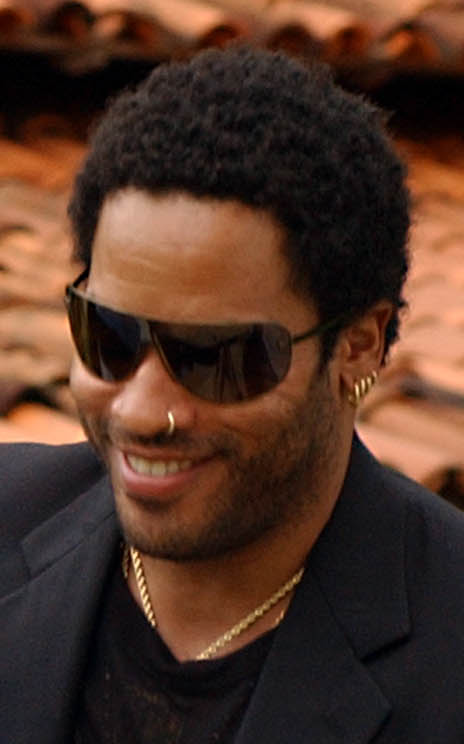
Lenny Kravitz

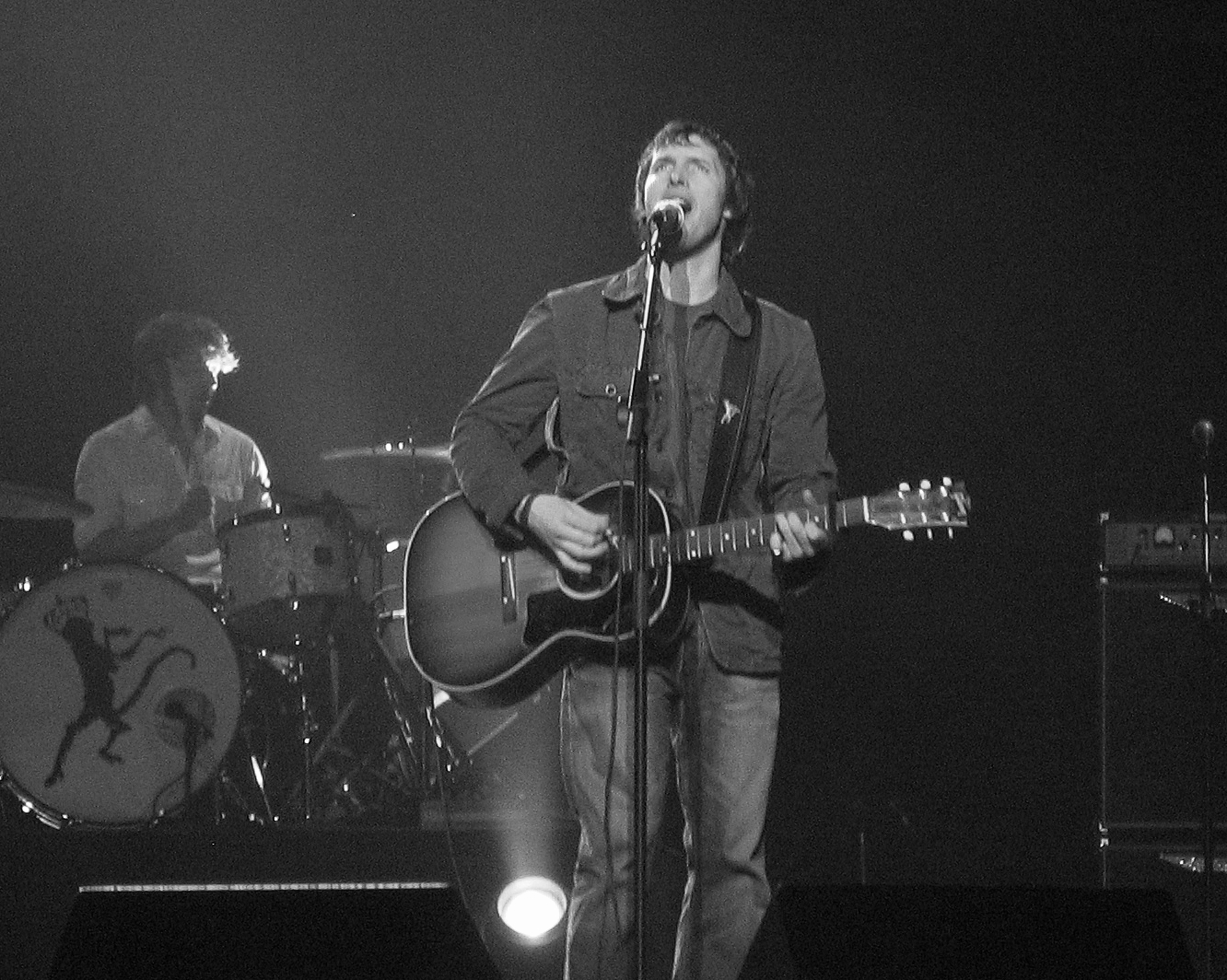
James Blunt

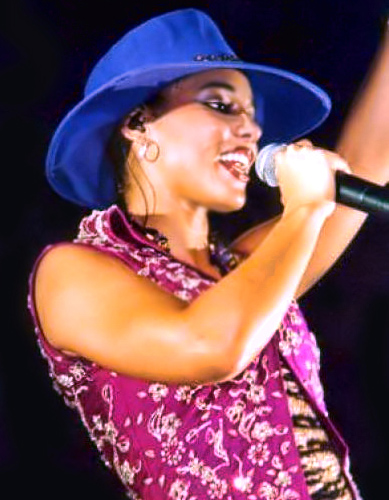
Alicia Keys

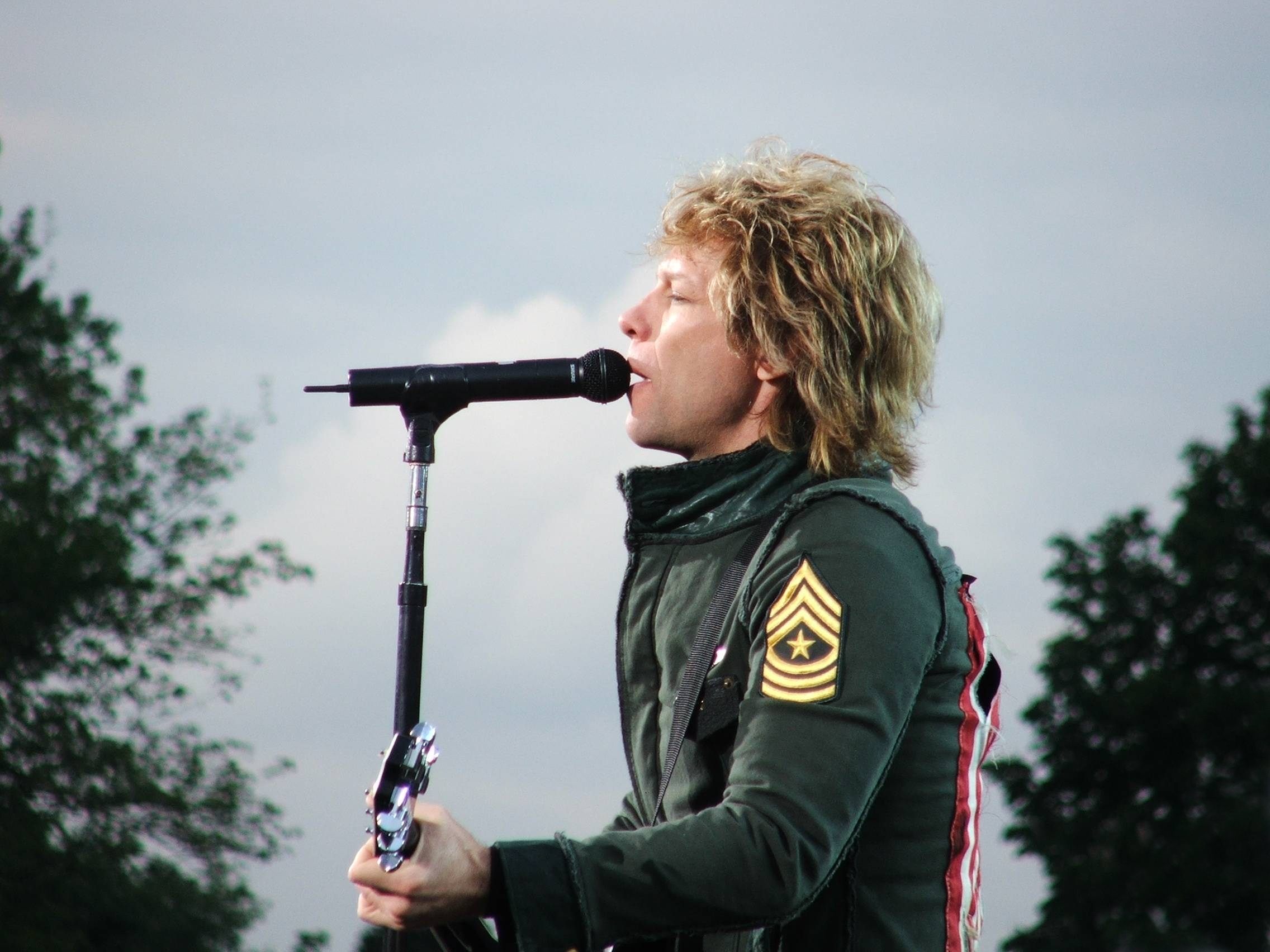
Bon Jovi

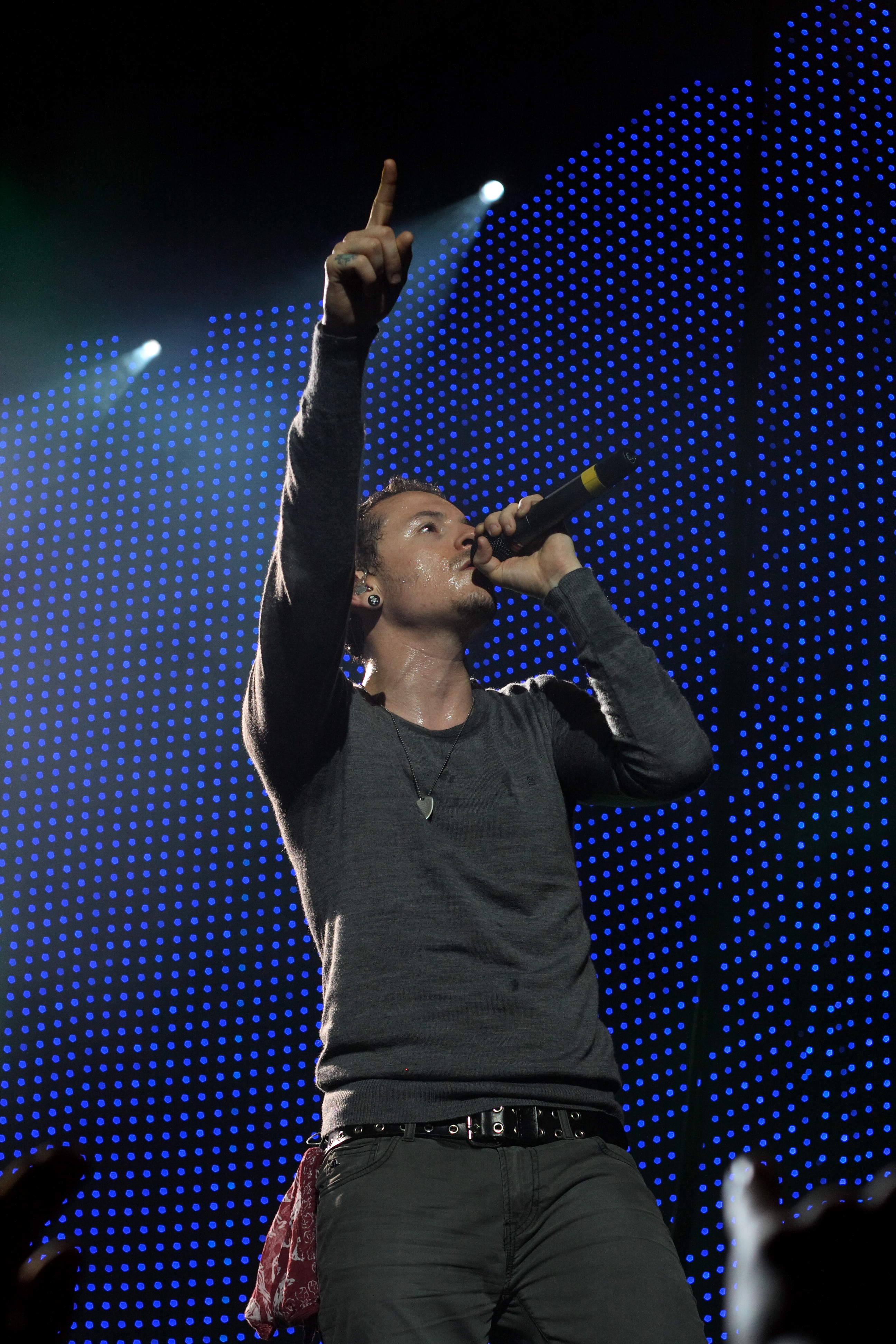
Chester Bennington (Linkin Park)

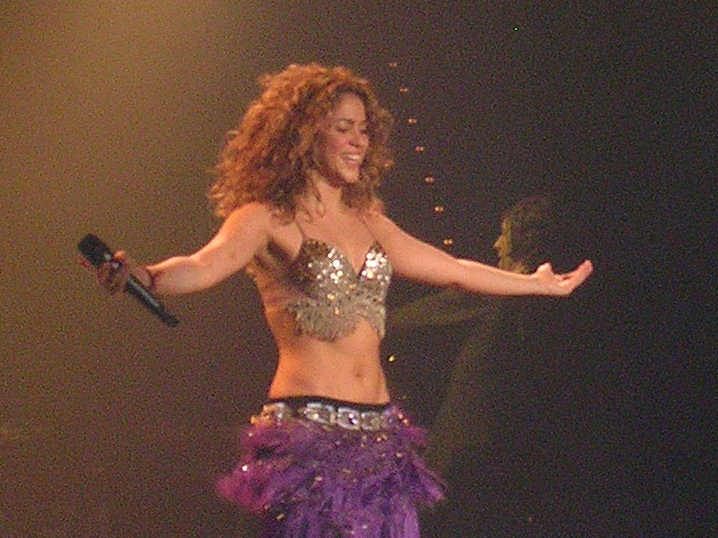
Shakira

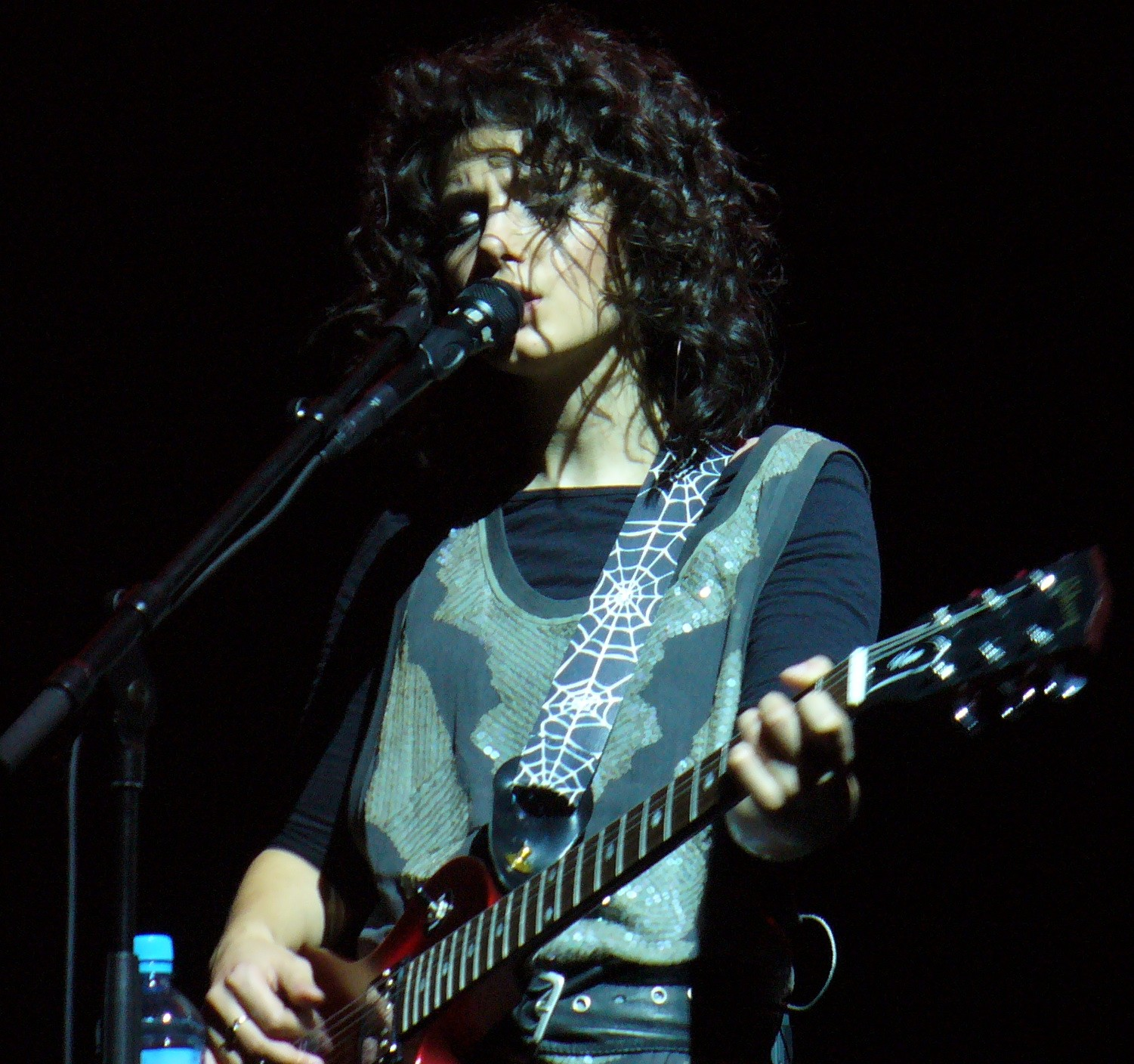
Katie Melua

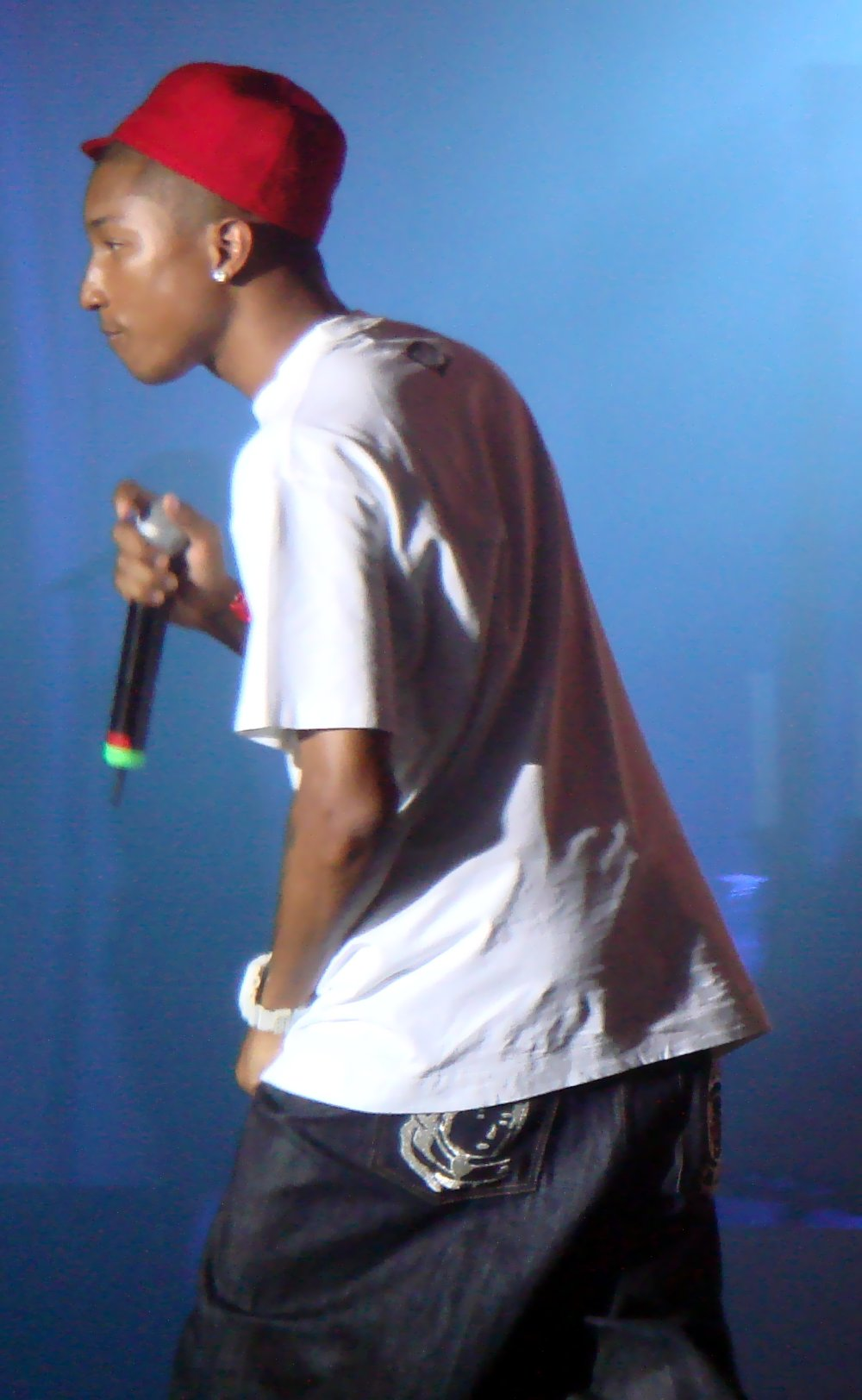
Pharrell Williams

### Stadion Wembley (Wielka Brytania)
- SOS Allstars[2]
- Genesis
- Razorlight
- Snow Patrol
- Damien Rice & David Gray
- Kasabian
- Paolo Nutini
- The Black Eyed Peas
- John Legend
- Duran Duran
- Red Hot Chili Peppers
- Bloc Party
- Corinne Bailey Rae
- Terra Naomi
- Keane
- Metallica
- Spinal Tap
- James Blunt
- Beastie Boys
- Pussycat Dolls
- Foo Fighters
- Madonna[3]

Prezenterzy:   
- Alan Carr
- Boris Becker
- Chris Moyles
- David Tennant
- Gerard Butler
- Geri Halliwell
- Chris Rock
- Jonathan Ross
- June Sarpong
- Kyle MacLachlan
- Ryan Bonifacino
- Ricky Gervais
- Rob Reiner
- Russell Brand
- Terence Stamp

### Giants Stadium (USA)
- Kenna
- KT Tunstall
- Taking Back Sunday
- Keith Urban[4]
- Ludacris
- AFI
- Fall Out Boy
- Akon
- John Mayer
- Melissa Etheridge
- Alicia Keys
- Dave Matthews Band
- Kelly Clarkson
- Kanye West
- Bon Jovi
- The Smashing Pumpkins
- Roger Waters
- The Police[5]

Prezenterzy:
- Kevin Bacon
- Leonardo DiCaprio
- Al Gore
- Dhani Jones
- Petra Němcová
- Zach Braff
- Randy Jackson
- Rachel Weisz
- Jane Goodall
- Abigail Breslin & Spencer Breslin
- Rosario Dawson
- Robert Kennedy Jr.
- Cameron Diaz

### National Mall (USA)
- Blues Nation
- Garth Brooks
- Native Roots
- Yarina
- Trisha Yearwood

Prezenterzy:
- Al Gore

### Sydney Football Stadium (Australia)
- Toni Collette & The Finish (→Toni Collette)
- Blue King Brown
- Sneaky Sound System
- Ghostwriters
- Paul Kelly
- Eskimo Joe
- Missy Higgins
- The John Butler Trio
- Wolfmother
- Jack Johnson
- Crowded House

Prezenterzy:
- Peter Garrett
- Jimmy Barnes
- Hamish & Andy
- Tim Ross
- Adam Spencer
- Ian Thorpe

### Coca Cola Dome (RPA)
- Danny K
- Angélique Kidjo
- Baaba Maal
- Vusi Mahlasela
- The Parlotones
- The Soweto Gospel Choir
- Joss Stone
- UB40
- Zola

Prezenterzy:
- Naomi Campbell
- DJ Suga

### Makuhari Messe (Japonia)
- Genki Rockets
- Rize
- Ayaka
- Ai Ōtsuka
- Ai
- Xzibit
- Abingdon Boys School
- Cocco
- Linkin Park
- Kumi Kōda
- Rihanna

Prezenterzy:
- Ken Watanabe

### Tō-ji (Japonia)
- Rip Slyme
- UA
- Bonnie Pink
- Michael Nyman
- Yellow Magic Orchestra

### HSH Nordbank Arena (Niemcy)
- Shakira & Gustavo Cerati
- Snoop Dogg
- Roger Cicero
- M.I.A.
- Sasha (Sascha Schmitz)
- Stefan Gwildis
- Marquess
- Maria Mena
- Silbermond
- Michael Mittermeier
- Chris Cornell
- Enrique Iglesias
- Jan Delay
- Juli
- Katie Melua
- Lotto King Karl
- Mando Diao
- Reamonn[6]
- Revolverheld
- Samy Deluxe
- Cat Stevens

Prezenterzy:
- Katarina Witt
- Nova Meierhenrich
- Holger Ponick
- Andreas Kuhlage
- Elton
- Tim Mälzer
- Oli P.
- Gülcan Karahancı
- Michael Mittermeier
- Simon Gosejohann
- Eberhard Brandes (WWF Niemcy)
- Charlotte Engelhardt

### Copacabana (Brazylia)
- Xuxa
- Jota Quest
- MV Bill
- Marcelo D2
- Pharrell Williams
- O Rappa
- Macy Gray
- Jorge Ben Jor
- Lenny Kravitz

### Oriental Pearl Tower (Chiny)
- Evonne Hsu
- Anthony Wong
- Soler
- Huang Xiao Ming (Huang Xiaoming)
- 12 Girls Band (Twelve Girls Band)
- Joey Essien
- Winnie Hsin
- Sarah Brightman
- Wang Xiao Kun
- Eason Chan
- Wang Chuang Jun
- Wang Rui
- Pu Ba Jia

### Stacja Rothera Research (Antarktyda)
- Nunatak